# Трановский, Юрай

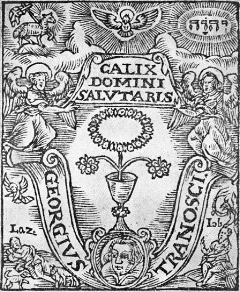
Ex libris Ю. Трановского

Юрай Трановский (словац. Juraj Tranovský, чеш. Jiří Třanovský, лат.  Georgius Tranoscius; 9 апреля 1592, Цешин, Силезия — 29 мая 1637, Липтовски-Микулаш) — лютеранский пастор, словацкий поэт, переводчик и композитор, один из наиболее ярких представителей духовной барочной протестантской и католической поэзии в словацкой литературе.

## Биография

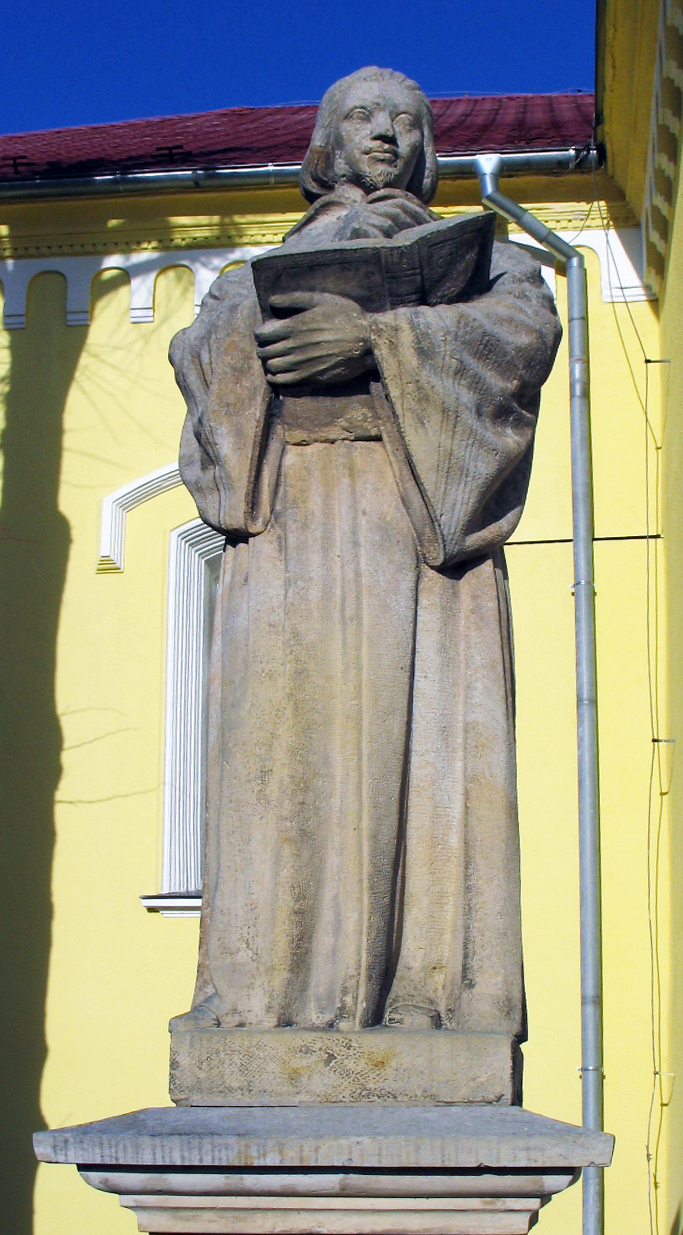
Памятник Ю. Трановскому в г. Липтовски-Микулаш

Родился в Силезии в семье мастеровых. Образование получил в Цешине, позже в Германии (Губен, Кольберг, до 1607 изучал философию и теологию в Виттенбергском университете), затем в Праге.
С 1611 работал учителем в пражской Латинской школе при церкви Св. Николая на Мала-Стране.
В 1615 году отправился в Валашске-Мезиржичи, где год спустя стал лютеранским пастором. После битвы на Белой горе в 1622 бежал от контрреформации из Моравии в Силезию и поселился в Бельско (ныне Польша). Оттуда, в 1629 году отправился в Словакию, где служил капелланом в Оравски Подзамок, а в 1632 занял место лютеранского пастора в Липтовски-Микулаш, где и умер в возрасте 45 лет.

## Творчество
Юрай Трановский — автор чешских и латинских молитв и духовных песен, которого обычно называют славянским Лютером.
Писал на чешском, словацком и латинском языках. Опубликовал три тома латинских од (Odarum Sacrarum sive Hymnorum Libri III, 1629), чешский молитвенник Phiala odoramentorum (1635), чешские протестантские гимны Cithara Sanctorum («Цитра святых») с более чем 400 песнями, из которых 150 сочинил сам (1636).
Перевёл на чешский язык тексты Аугсбургского исповедания — богословские нормы для лютеран.